# Sâmia
Sâmia Pryscila dos Santos Faria (Manaus, 25 de setembro de 1986), mais conhecida como Sâmia, é uma jogadora de futebol brasileira, atualmente atleta do Palmeiras.  

## Biografia e Carreira
Nasceu em Manaus, mas foi criada em Canutama, no interior do Amazonas. Em um clube local iniciou a carreira no futsal, atuando nele de 2002 a 2012, com passagem pelo Palmeiras nessa modalidade. Em 2013 foi contratada pelo Kindermann, já para o futebol de campo, ficando por quatro anos e obtendo no clube catarinense a Copa do Brasil de 2015 e três campeonatos estaduais (2013, 2014, 2015). Depois foi para o São José, após breve período no São Paulo. No time do interior paulista foi vice-campeã do Brasileirão e alcançou o quarto lugar da Libertadores, tendo passado um breve período no Iranduba do seu estado natal, onde foi campeã amazonense. Se transferiu em 2019 para o Flamengo e no ano seguinte para a Ferroviária. Em 2022 foi contratada pelo Palmeiras, onde integrou a equipe campeã da Libertadores daquele ano, tendo sido também sido campeã paulista.[carece de fontes?] No começo de 2023 teve o contrato com o Palmeiras renovado por mais uma temporada. Atualmente ela é a atleta mais experiente do elenco.